# Мааслова
Мааслова (ест. Maaslova), також Мааслува, Маслова, Маслово, Мадара, Піїрі — село в Естонії, входить до складу волості Меремяе, повіту Вирумаа.